# Guillaume Raoux
Guillaume Raoux (nacido el 14 de febrero de 1970 en Bagnol-sur-Ceze), es un exjugador de tenis francés, que se convirtió en profesional en 1989. 
Representó a Francia en los Juegos Olímpicos de 1996 realizados en Atlanta, Estados Unidos, donde fue derrotado en primera ronda por Byron Black de Zimbabue. El diestro jugador únicamente ganó un título de individuales en su carrera (Brisbane en 1992) y el mejor lugar que alcanzó en el escalafón de la ATP fue el 8 de junio de 1998, cuando se ubicó en el puesto N.º 35.
Fue el primer hombre al que derrotó Roger Federer en el Tour de la ATP.